# Full Moon Fever
| Recensione              | Giudizio         |
| ----------------------- | ---------------- |
| AllMusic                | [ 2 ]            |
| Robert Christgau        | B+               |
| Sputnikmusic            | 5.0 (Classic)    |
| Piero Scaruffi          | [ 5 ]            |
| Ondarock                | (Pietra miliare) |
| Dizionario del Pop-Rock | [ 7 ]            |
| 24.000 dischi           | [ 8 ]            |

Full Moon Fever è il primo album in studio da solista del cantante statunitense Tom Petty, noto per essere il frontman degli Heartbreakers, pubblicato il 24 aprile 1989 dalla MCA Records e prodotto da Jeff Lynne, Tom Petty e Mike Campbell

## Tracce
Lato A
1. Free Fallin' – 4:14 (Tom Petty, Jeff Lynne)
2. I Won't Back Down – 2:56 (Tom Petty, Jeff Lynne)
3. Love Is a Long Road – 4:06 (Tom Petty, Mike Campbell)
4. A Face in the Crowd – 3:58 (Tom Petty, Jeff Lynne)
5. Runnin' Down a Dream – 4:23 (Tom Petty, Jeff Lynne, Mike Campbell)

Lato B
1. I'll Feel a Whole Lot Better – 2:47 (Gene Clark)
2. Yer So Bad – 3:05 (Tom Petty, Jeff Lynne)
3. Depending on You – 2:47 (Tom Petty)
4. The Apartment Song – 2:31 (Tom Petty)
5. Alright for Now – 2:00 (Tom Petty)
6. A Mind With a Heart of Its Own – 3:29 (Tom Petty, Jeff Lynne)
7. Zombie Zoo – 2:56 (Tom Petty, Jeff Lynne)

## Formazione
- Tom Petty - voce solista, accompagnamento vocale, chitarra acustica, chitarra elettrica, chitarra a 6 e 12 corde, tastiere, tamburello
- Mike Campbell - chitarre (solos), mandolino, basso, chitarra slide, tastiere
- Jeff Lynne - basso, chitarre, tastiere, accompagnamento vocale
- Phil Jones - batteria, percussioni

## Ospiti
- George Harrison - chitarra acustica, accompagnamento vocale (brano: I Won't Back Down)
- Jim Keltner - batteria, maracas, tambourine (brano: Love Is a Long Road)
- Howie Epstein - accompagnamento vocale - coro (brani: I Won't Back Down e Love Is a Long Road)
- Benmont Tench - piano (brano: The Apartment Song)
- Kelsey Campbell - urla (brano: Zombie Zoo)
- Roy Orbison con la Trembling Blenders - accompagnamento vocale e cori (brano: Zombie Zoo)
- Alan Weidel, Jeff Lynne e Tom Petty - battito delle mani (hand claps) (brano: I'll Feel a Whole Lot Better)
- Tom Petty, Jeff Lynne e Del Shannon - rumori da cortile

Note aggiuntive
- Jeff Lynne con Tom Petty e Mike Campbell - produttori
- Registrato al M.C. Studios di Los Angeles, California
- Registrazioni aggiunte effettuate al Rumbo Studios (Canoga Park, Los Angeles), Sunset Sound (Los Angeles), Devonshire Studios (North Hollywood), Conway Studios (Hollywood) e Sound City Studios (Van Nuys, Los Angeles)
- Mike Campbell, Don Smith, Bill Bottrell e Dennis Kirk (brano: Love Is a Long Road) - ingegneri delle registrazioni
- Alan Bugs Weidel - assistente ingegneri delle registrazioni, manutenzione chitarre
- Mastering di Steve Hall al Future Disc System di Hollywood (California)
- Tony Dimitriades - management (per la East End Management)
- Aaron Rapoport - tutte le fotografie (eccetto foto retrocopertina di Bob Sebree)
- Awest e Tiny Bouchet - art direction
- Awest - illustrazioni[10]

## Classifiche
| Classifica    | Posizione raggiunta |
| ------------- | ------------------- |
| Billboard 200 | 3                   |